# 2006年の北海道日本ハムファイターズ
2006年の北海道日本ハムファイターズ（2006ねんのほっかいどうにっぽんハムファイターズ）では、2006年の北海道日本ハムファイターズにおける動向をまとめる。
この年の日本ハムファイターズは、トレイ・ヒルマン監督の4年目のシーズンであり、1981年以来、25年ぶり3度目のリーグ優勝と1962年以来、44年ぶり2度目の日本一に輝いたシーズンである。

## チーム成績

### レギュラーシーズン
|   | 開幕：3/25 | 開幕：3/25 | 5/2 | 5/2        | 6/1 | 6/1        | 7/1 | 7/1        | 8/1 | 8/1        | 9/2 | 9/2            | 優勝：10/12 | 優勝：10/12 |
| - | ---------- | ---------- | --- | ---------- | --- | ---------- | --- | ---------- | --- | ---------- | --- | -------------- | ----------- | ----------- |
| 1 | 二         | マシーアス | 左  | 森本稀哲   | 左  | 森本稀哲   | 左  | 森本稀哲   | 左  | 森本稀哲   | 左  | 森本稀哲       | 左          | 森本稀哲    |
| 2 | 左         | 坪井智哉   | 二  | マシーアス | 二  | 田中賢介   | 二  | 田中賢介   | 二  | 田中賢介   | 二  | 田中賢介       | 二          | 田中賢介    |
| 3 | 一         | 小笠原道大 | 三  | 小笠原道大 | 一  | 小笠原道大 | 一  | 小笠原道大 | 一  | 小笠原道大 | 一  | 小笠原道大     | 一          | 小笠原道大  |
| 4 | 指         | セギノール | 指  | セギノール | 指  | セギノール | 指  | セギノール | 指  | セギノール | 指  | セギノール     | 指          | セギノール  |
| 5 | 右         | 稲葉篤紀   | 中  | SHINJO     | 右  | 稲葉篤紀   | 右  | 稲葉篤紀   | 右  | 稲葉篤紀   | 右  | 稲葉篤紀       | 右          | 稲葉篤紀    |
| 6 | 中         | SHINJO     | 右  | 稲葉篤紀   | 中  | SHINJO     | 中  | SHINJO     | 中  | SHINJO     | 中  | SHINJO         | 中          | SHINJO      |
| 7 | 捕         | 髙橋信二   | 一  | 田中幸雄   | 三  | 木元邦之   | 三  | 木元邦之   | 捕  | 髙橋信二   | 三  | マシーアス     | 三          | 稲田直人    |
| 8 | 三         | 飯山裕志   | 捕  | 鶴岡慎也   | 捕  | 髙橋信二   | 捕  | 鶴岡慎也   | 三  | 稲田直人   | 捕  | 鶴岡慎也       | 捕          | 鶴岡慎也    |
| 9 | 遊         | 金子誠     | 遊  | 金子誠     | 遊  | 金子誠     | 遊  | 金子誠     | 遊  | 金子誠     | 遊  | 金子誠         | 遊          | 金子誠      |
|   | 投         | 金村曉     | 投  | リー       | 投  | 八木智哉   | 投  | 武田勝     | 投  | 橋本義隆   | 投  | ダルビッシュ有 | 投          | 八木智哉    |

10月12日はプレーオフ第2ステージ第2戦（後述）。
| 順位 | 4月終了時    | 4月終了時 | 5月終了時    | 5月終了時 | 6月終了時    | 6月終了時 | 7月終了時    | 7月終了時 | 8月終了時    | 8月終了時 | 最終成績     | 最終成績 |
| ---- | ------------ | --------- | ------------ | --------- | ------------ | --------- | ------------ | --------- | ------------ | --------- | ------------ | -------- |
| 1位  | 西武         | --        | ロッテ       | --        | ソフトバンク | --        | 西武         | --        | 西武         | --        | 日本ハム     | --       |
| 2位  | ソフトバンク | 1.0       | 西武         | 1.5       | 西武         | 1.0       | ソフトバンク | 1.0       | ソフトバンク | 1.0       | 西武         | 1.0      |
| 3位  | ロッテ       | 1.5       | ソフトバンク | 2.0       | ロッテ       | 3.0       | 日本ハム     | 3.0       | 日本ハム     | 2.0       | ソフトバンク | 4.5      |
| 4位  | 日本ハム     | 2.5       | 日本ハム     | 3.0       | 日本ハム     | 3.5       | ロッテ       | 7.0       | ロッテ       | 11.5      | ロッテ       | 16.5     |
| 5位  | オリックス   | 3.0       | オリックス   | 7.5       | オリックス   | 12.0      | オリックス   | 16.5      | オリックス   | 24.0      | オリックス   | 28.5     |
| 6位  | 楽天         | 10.0      | 楽天         | 16.0      | 楽天         | 16.0      | 楽天         | 23.0      | 楽天         | 30.0      | 楽天         | 33.0     |

| 順位 | 球団                         | 勝 | 敗 | 分 | 勝率 | 差   |
| 1位  | 北海道日本ハムファイターズ   | 82 | 54 | 0  | .603 | 優勝 |
| 2位  | 西武ライオンズ               | 80 | 54 | 2  | .597 | 1.0  |
| 3位  | 福岡ソフトバンクホークス     | 75 | 56 | 5  | .573 | 4.5  |
| 4位  | 千葉ロッテマリーンズ         | 65 | 70 | 1  | .481 | 16.5 |
| 5位  | オリックス・バファローズ     | 52 | 81 | 3  | .391 | 28.5 |
| 6位  | 東北楽天ゴールデンイーグルス | 47 | 85 | 4  | .356 | 33.0 |

### プレーオフ
| 日付                             | 試合           | ビジター球団（先攻）     | スコア | ホーム球団（後攻）         | 開催球場   |
| アドバンテージ                   | アドバンテージ | 福岡ソフトバンクホークス |        | 北海道日本ハムファイターズ |            |
| 10月11日（水）                   | 第1戦          | 福岡ソフトバンクホークス | 1 - 3  | 北海道日本ハムファイターズ | 札幌ドーム |
| 10月12日（木）                   | 第2戦          | 福岡ソフトバンクホークス | 0 - 1  | 北海道日本ハムファイターズ | 札幌ドーム |
| 勝者：北海道日本ハムファイターズ |                |                          |        |                            |            |

### 日本シリーズ
| 日付                                              | 試合   | ビジター球団（先攻）       | スコア | ホーム球団（後攻）         | 開催球場     |
| ------------------------------------------------- | ------ | -------------------------- | ------ | -------------------------- | ------------ |
| 10月21日（土）                                    | 第1戦  | 北海道日本ハムファイターズ | 2 - 4  | 中日ドラゴンズ             | ナゴヤドーム |
| 10月22日（日）                                    | 第2戦  | 北海道日本ハムファイターズ | 5 - 2  | 中日ドラゴンズ             | ナゴヤドーム |
| 10月23日（月）                                    | 移動日 | 移動日                     | 移動日 | 移動日                     | 移動日       |
| 10月24日（火）                                    | 第3戦  | 中日ドラゴンズ             | 1 - 6  | 北海道日本ハムファイターズ | 札幌ドーム   |
| 10月25日（水）                                    | 第4戦  | 中日ドラゴンズ             | 0 - 3  | 北海道日本ハムファイターズ | 札幌ドーム   |
| 10月26日（木）                                    | 第5戦  | 中日ドラゴンズ             | 1 - 4  | 北海道日本ハムファイターズ | 札幌ドーム   |
| 優勝：北海道日本ハムファイターズ（44年ぶり2回目） |        |                            |        |                            |              |

### アジアシリーズ
| 日付           | 試合       | 先攻球団                   | スコア     | 後攻球団                   | 開催球場   |
| 予選リーグ     | 予選リーグ | 予選リーグ                 | 予選リーグ | 予選リーグ                 | 予選リーグ |
| -------------- | ---------- | -------------------------- | ---------- | -------------------------- | ---------- |
| 11月9日（木）  | 第1戦      | 北海道日本ハムファイターズ | 7－1       | 三星ライオンズ             | 東京ドーム |
| 11月10日（金） | 第2戦      | 北海道日本ハムファイターズ | 2－1       | La Newベアーズ             | 東京ドーム |
| 11月11日（土） | 第3戦      | チャイナスターズ           | 1－6       | 北海道日本ハムファイターズ | 東京ドーム |
| 決勝戦         |            |                            |            |                            |            |
| 11月12日（日） |            | La Newベアーズ             | 0－1       | 北海道日本ハムファイターズ | 東京ドーム |

## オールスターゲーム2006
| - ファン投票 小笠原道大 SHINJO | - 監督推薦 武田久 八木智哉 森本稀哲 |

## 2006 WBC選出選手
| - 日本代表 - 代表入り - 小笠原道大 - 予備登録 - 稲葉篤紀 | - 台湾代表 - 陽仲壽 |

## できごと
特記しない限り、出典は

### 4月
- 4月18日 - 東京ドームで行われたオリックス戦で、2本塁打5打点うち満塁本塁打という大活躍で[4]、ヒーローインタビューを受けていたSHINJOが突然の今季限りの引退を発表した[5]。

### 9月
- 9月27日 - 札幌ドームで福岡ソフトバンクホークスに4対1で勝利したことにより[6]、プレーオフ1位通過を決めた[注 2]。この日は日本ハムの今季およびホーム最終戦だったため、SHINJOの引退セレモニーが行われた。

### 10月
- 10月12日 - ソフトバンクとのプレーオフ第2ステージ2戦目。両チーム無得点のまま迎えた9回裏2アウト一・二塁で稲葉篤紀が放った打球を二塁手が好捕。しかし、二塁にトスした際に送球がそれてしまい、遊撃手の川崎宗則の足が離れ、一塁走者の小笠原道大はセーフとなった。このやり取りと2アウトということもあり、一気に二塁走者の森本稀哲が本来生還を果たしたことでサヨナラ勝ちとなり、日本ハム時代以来24年ぶりのリーグ優勝を、北海道に移転後初めて決めた。
- 10月26日 - 札幌ドームで行われた日本シリーズ第5戦。中日ドラゴンズに4対1で勝利し[7]、東映時代以来44年ぶり、日本ハム譲渡および北海道移転後初の日本一を前身を含め、本拠地で決めた。なお、この試合がSHINJOの引退試合となった。
  - 日本ハムは10年後の日本一をマツダスタジアムで決め[8]、2023年に本拠地をエスコンフィールドHOKKAIDOに移転することから[9]、札幌ドームでの日本一はこの年が最初で最後となった。

## 表彰選手
- 最優秀選手：小笠原道大（初受賞）
- 最優秀新人：八木智哉
- 本塁打王：小笠原道大（32本、初受賞）
- 打点王：小笠原道大（100打点、初受賞）
- 最多セーブ投手：MICHEAL（39S、初受賞）
- 最優秀中継ぎ投手：武田久（45HP、初受賞）
- ベストナイン：

小笠原道大（一塁手、5年ぶり3度目）
田中賢介（二塁手、初受賞）
稲葉篤紀（外野手、5年ぶり2度目）
フェルナンド・セギノール（指名打者、2年ぶり2度目）
- ゴールデングラブ賞：

小笠原道大（一塁手、4年ぶり5度目）
田中賢介（二塁手、初受賞）
森本稀哲（外野手、初受賞）
SHINJO（外野手、3年連続10度目）
稲葉篤紀（外野手、初受賞）

## ドラフト
| 大学生・社会人ドラフト | 大学生・社会人ドラフト | 大学生・社会人ドラフト | 大学生・社会人ドラフト | 大学生・社会人ドラフト |
| 順位                   | 選手名                 | 守備                   | 所属                   | 結果                   |
| ---------------------- | ---------------------- | ---------------------- | ---------------------- | ---------------------- |
| 希望入団枠             | 宮本賢                 | 投手                   | 早稲田大学             | 入団                   |
| 1巡目                  | （選択権なし）         | （選択権なし）         | （選択権なし）         | （選択権なし）         |
| 2巡目                  | （選択権なし）         | （選択権なし）         | （選択権なし）         | （選択権なし）         |
| 3巡目                  | 糸数敬作               | 投手                   | 亜細亜大学             | 入団                   |
| 4巡目                  | 長野久義               | 外野手                 | 日本大学               | 拒否                   |
| 5巡目                  | 山本一徳               | 投手                   | 早稲田大学             | 入団                   |
| 6巡目                  | 金子洋平               | 外野手                 | ホンダ                 | 入団                   |
| 7巡目                  | 今浪隆博               | 外野手                 | 明治大学               | 入団                   |
| 8巡目                  | 内山雄介               | 投手                   | 旭川大学               | 入団                   |
| 高校生ドラフト         |                        |                        |                        |                        |
| 順位                   | 選手名                 | 守備                   | 所属                   | 結果                   |
| 1巡目                  | 吉川光夫               | 投手                   | 広陵高                 | 入団                   |
| 2巡目                  | （選択権なし）         | （選択権なし）         | （選択権なし）         | （選択権なし）         |
| 3巡目                  | 植村祐介               | 投手                   | 北照高                 | 入団                   |
| 4巡目                  | ダース・ローマシュ匡   | 投手                   | 関西高                 | 入団                   |